# Oostelijk zandgebied
Het oostelijk zandgebied ligt ten oosten van de Gelderse IJssel en de Oude IJssel en ten zuiden van de Vecht in de provincies Gelderland en Overijssel. Het gebied kent op korte afstanden grote verschillen in reliëf, bodem en waterhuishouding. Het helt af van ca. 40 m bij de Duitse grens tot 2 m boven NAP in het westen van Salland. Heuvels en heuvelruggen bereiken hoogtes tot 85 meter boven NAP.
In de landbouwstatistiek werd het Oostelijk Zandgebied sinds 1957 als een afzonderlijke hoofdgroep gezien, die sinds 1991 samen met de IJsselstreek deel uitmaakt van het Oostelijk Veehouderijgebied.

## Ontstaan
In het Saalien was een deel van het gebied bedekt met landijs, dat stuwwallen vormde. In het Laat-glaciaal hebben zich rond de Vecht en de IJssel rivierduinen gevormd. Deze rivierduinen zijn vergelijkbaar met de rivierduinen uit het rivierengebied. In het Holoceen ontstond er veendoor de vochtigere omstandigheden. Tevens vormden zich de beekdalen.

## Indeling
Het oostelijk zandgebied kan onderverdeeld worden in een aantal deelgebieden:
- Het stuwwallengebied van Twente, Salland en het Rijk van Nijmegen, voor het grootste deel bestaande uit grofzandige, grindrijke gestuwde fluviatiele afzettingen; in Twente komen gestuwde Tertiaire mariene kleien; tussen de stuwwallen liggen dekzandgebieden met ruggen en vlakten;
- Het keileemgebied van Twente
- Het dekzandgebied van Salland, de Achterhoek en Montferland. Het dekzand bedekt oude rivierafzettingen, in Salland nog veel dekzandruggen, naar het zuiden toe is het reliëf vlakker; op vochtige plaatsen is in het Holoceen veen ontstaan;
- Het Oost-Nederlands plateau rond Winterswijk; dit behoort geologisch gezien tot het Krijtbekken van Münster; in de ondergrond bevinden zich Tertiaire kleien en gesteenten uit het Mesozoïcum.

## Hydrologie
Het overgrote deel van het oostelijk zandgebied watert af op de IJssel. Alleen het noordelijk deel watert af via de Vecht en het Zwartewater. Dit gebeurt door een netwerk van een groot aantal beken. Op plaatsen met een slechte afwatering is in het verleden veengroei ontstaan. Bijvoorbeeld bij Vriezenveen en bij Winterswijk (o.a. het Korenburgerveen).

## Externe link

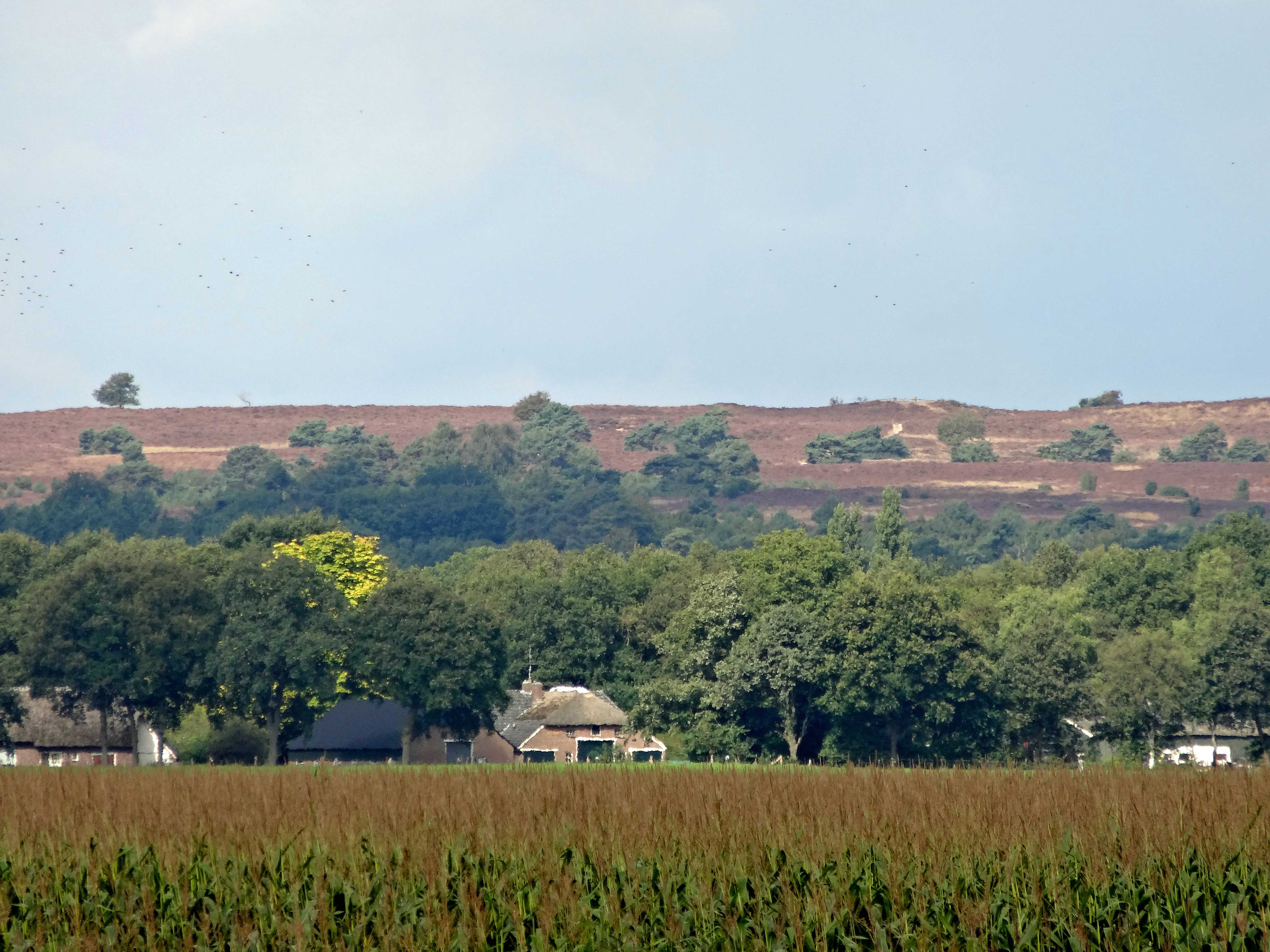
Zicht op de Archemerberg bij Lemele
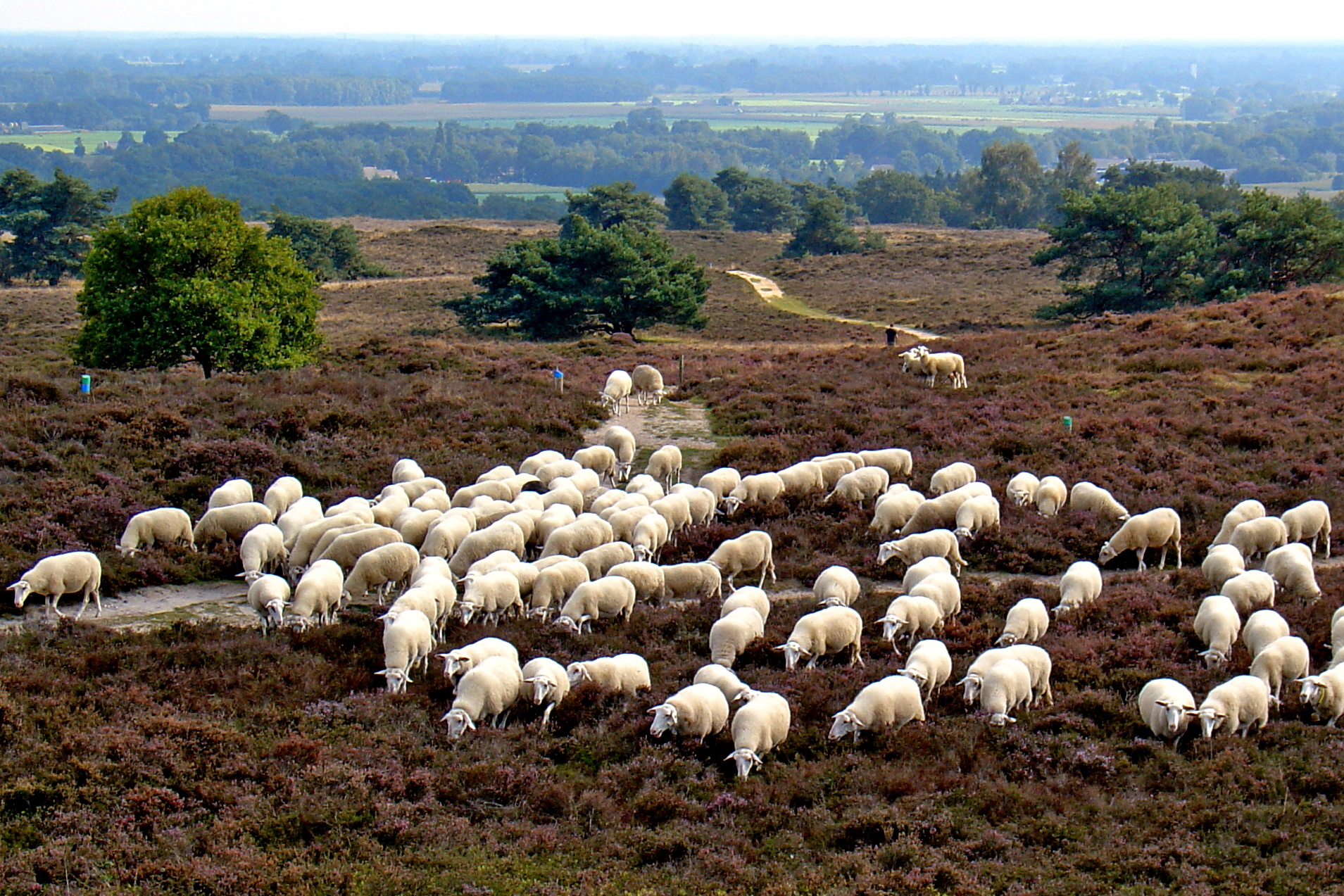
Zicht vanaf de Archemerberg in Salland
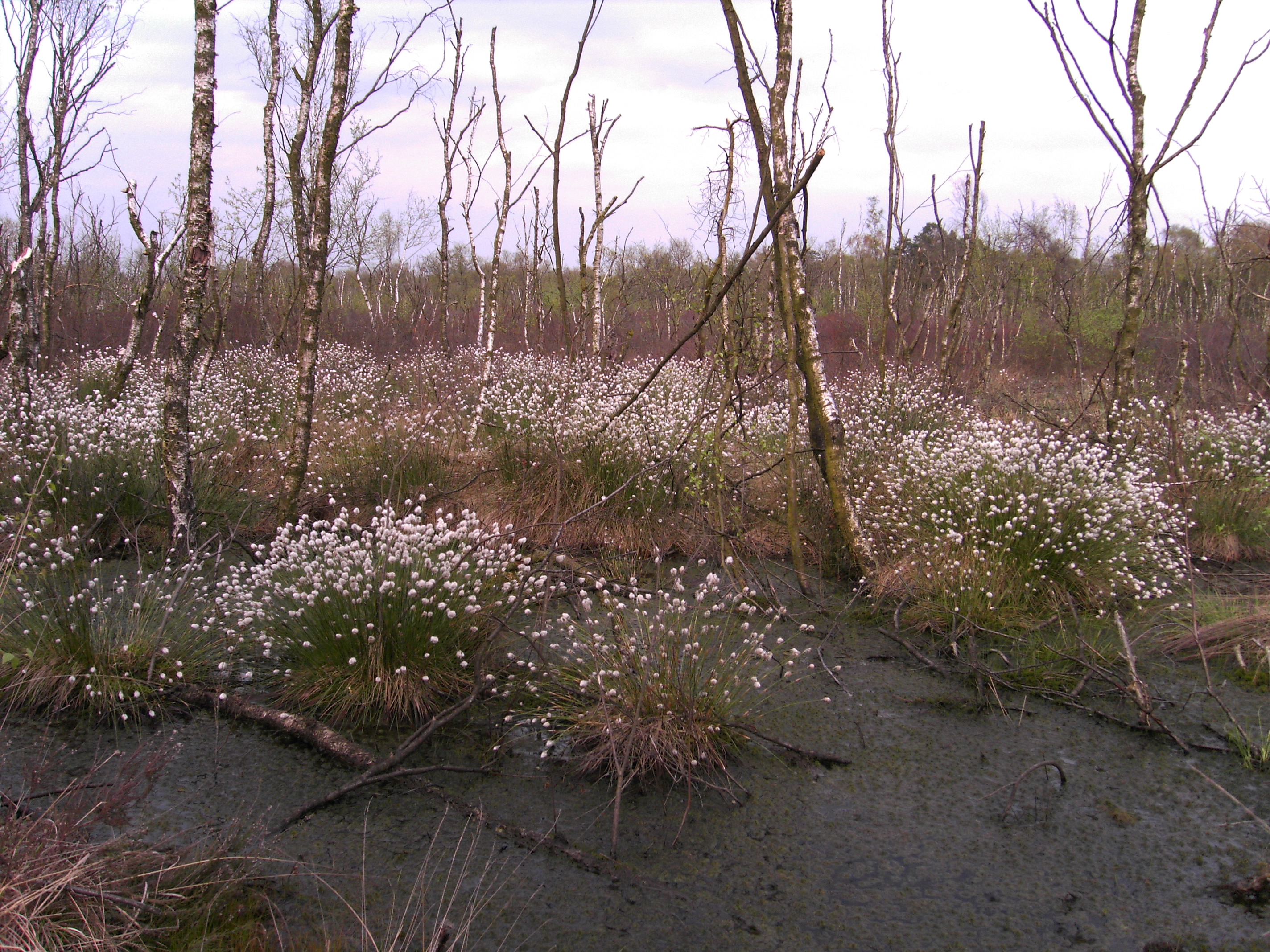
Eenarig wollegras in het Vragenderveen
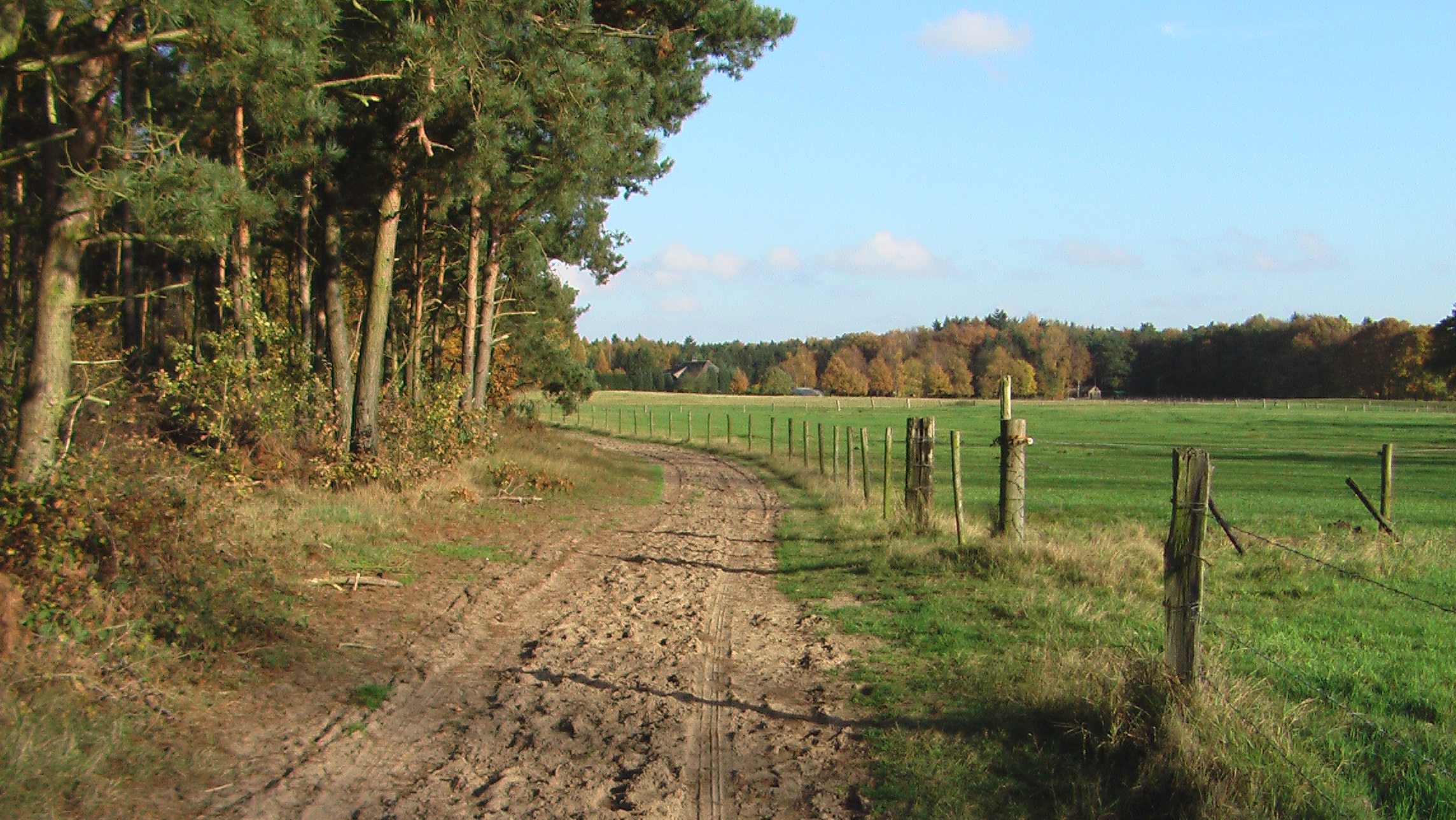
het Montferland bij Stokkum